# ストック写真
ストック写真（ストックしゃしん、英: Stock photography）は、何らかの用途にライセンス提供される既存の写真を指す。出版社、雑誌社、広告代理店、映画製作者、Webデザイナー、グラフィックアーティスト、インテリア用の写真としてなど、様々な用途でストック写真が使われている。
ストック写真の利用者は、写真家を雇うことでかかる金と時間を節約できるが、独創性を犠牲にすることになる。ストック写真は検索可能なオンラインのデータベースとなっており、オンラインで購入し、ダウンロードまたは電子メールで受け取ることができる。
ストック写真を集めたものを、フォトアーカイブ、写真アーカイブ、写真ライブラリ、イメージバンク、フォトバンク、写真バンクなどとも呼ぶが、ストック写真でないものもそのような呼称を用いることがあるため注意が必要である。ストック写真提供業者は最近では写真だけでなく、ビデオやイラストレーションなども扱うことが多い。

## 欧米における産業としての構造
写真（画像）はストックエージェンシーが完全に権利を保有する場合もあるし、撮影した写真家との契約でライセンス料金の何パーセントかを写真家に支払うことになっている場合もある。その業務はオンライン化がどんどん進行しており、特にマイクロストック写真のビジネスモデルではそれが顕著である。
価格は、聴衆や読者の数、使用される期間、使用される国や地域、作成者や所有者に支払われるロイヤリティなどを考慮して決定される。一般に1枚につき200ドル以下でライセンス提供されるが、マイクロストック写真のWebサイトの場合は1ドル未満の場合もある。
権利が管理されているストック写真では、個々の利用の度に契約が結ばれる。ロイヤリティフリーなストック写真の場合、一回契約するとその写真の利用は制限されない。利用者側が独占的な利用を要求する（同業の他の利用者がその写真を一定期間利用できないようにする）場合もあり、数千ドルの契約となることもある。ただし、ロイヤリティフリーなストック写真の場合、独占利用契約はできない。
サイトによっては、広告のプレゼンテーション用に低解像度の画像を無料で提供する場合がある。その画像を実際にその広告で使うことが決まった時点で、高解像度版の利用契約の交渉が始まる。

## 概要

### ロイヤリティフリー
ここでいう「フリー」とは、ロイヤリティフリーという意味であって、「無料」ということではない。
- 一回の使用料の支払いで、複数の目的で複数回の利用が可能（制限あり）。
- 購入者がその画像を利用開始できる時期の制限がない。
- 独占利用契約はできない（撮影した写真家は、その画像を何度でも売ることができる）。
- 一般に利用できる回数が制限される。例えば、50万部の冊子で利用する契約を結ぶ場合、冊子毎に1セントから3セントを支払う計算になる。部数の多い雑誌などではロイヤリティフリーなストック写真は使えず、後述の権利が管理されたストック写真を使うか、写真家を雇って新たに撮影することになる。

### 権利が管理されているもの
- 購入者は画像を利用する度に支払う必要がある。
- 購入者がその画像を独占的に利用できる期限が設定されている（一般に1年）。写真家は最初の契約が切れた時点で、再度その画像の独占利用権を販売できる。
- 購入者は、独占利用権が必要な場合にこの形態のストック写真を利用する。独占利用権付きで契約した場合、写真家はその画像を他者に同時に販売できない。常に独占利用権付きというわけではなく、個々の契約時に規定される。
- 料金は、独占利用か否か、配布形態、利用機関、利用地域などに基づいて決定される。
- ロイヤリティフリーなストック写真よりも発行部数の大きな利用が可能。

## 歴史
最初の大規模なストック写真エージェンシーは1920年、H. Armstrong Roberts によって創設され、現在も RobertStock の名称で運営されている。
長年に渡り、ストック写真は雑誌社が不要になった写真を再利用する手段という意味合いが大きかった。1980年代には、写真家が新たに撮影した写真をストックエージェンシーに提供するようになってきた。エージェンシーは広告における需要増大に気づき、写真家にそのニーズを伝えることで市場を形成していった。従って、ストック写真の多くは他の要素と組み合わせたときにどう見えるかを重視するようになっていった。例えば、雑誌の表紙に使われることを意図して、雑誌名が入る部分などを考慮した写真が撮られた。このころの主要なエージェンシーとしては、The Image Bank、SuperStock、Comstock Images、FPG、Index Stock Imagery などがあった。
1990年代、エージェンシーの統合がなされ、Getty Images と Corbis が二大エージェンシーとなった。今日、ストック写真企業はオンラインにその舞台を移している。2000年代になると Jupitermedia Corporation が小規模業者を買収し、Jupiterimages 部門を形成。これが第三の勢力となっている。小さい業者はインターネットを活用することで足場を確保している。例えば、Alamy は900万枚のストック写真を保有して、成長しつつある。
2000年代には iStock Photo、Shutterstock、Dreamstime、Sunipix, Fotolia、BigStockPhoto によるマイクロストック写真という新たな形態が登場し、急激に成長しつつある。インターネットでのみ販売を行い、アマチュアや趣味の写真家の作品を世界中から集めるもので、それなりの品質の大規模なストック写真ライブラリを非常に低い価格で提供している。
2003年、ShutterPoint は誰でも画像を売買可能なオープンアクセスモデルを構築した。2004年には fotoLibra が追随し、2005年には携帯電話のカメラで撮影したニュース画像による市民ジャーナリズムを可能とする Scoopt が開始された。フランスでは、Tinepix が登場している。